# PsyDok
PsyDok ist ein ehemaliger Dokumentenserver (Repositorium) für das Fach Psychologie. Ursprünglich von der Saarländischen Universitäts- und Landesbibliothek (SULB) begründet, wurde er seit 2016 vom Leibniz-Institut für Psychologie (ZPID) betrieben. Im November 2022 wurde der Publikationsbestand aus PsyDok in das vom ZPID betriebene Fachrepositorium PsychArchives integriert, um die langfristige Verfügbarkeit der Bestände aus PsyDok weiterhin gewährleisten zu können. Über 3.700 vormals in PsyDok archivierte Dokumente sind damit nun über PsychArchives zugänglich. Psychologinnen und Psychologen können, ähnlich wie in PsyDok, ihre wissenschaftlichen Artikel und andere forschungsbezogene Inhalte kostenlos in PsychArchives archivieren und anderen Nutzenden auf diesem Weg frei und kostenlos zugänglich machen.

## Betrieb
PsyDok wurde von der Saarländischen Universitäts- und Landesbibliothek (SULB) in deren Funktion als Sondersammelgebietsbibliothek als Teil der Virtuellen Fachbibliothek Psychologie betrieben. Bei der Aufgabe des Sondersammelgebiets Psychologie hat die Bibliothek das Volltextarchiv an das Leibniz-Institut für Psychologie (ZPID) in Trier übergeben. Um die langfristige Verfügbarkeit der Bestände aus PsyDok weiterhin gewährleisten zu können, wurden diese 2022 in das ZPID-eigene disziplinäre Repositorium PsychArchives migriert.

## Bestand
PsyDok war in der Open-Access-Begrifflichkeit ein Angebot des grünen Wegs: Der ehemalige Dokumentenserver diente vorrangig der Zugänglichmachung von bereits in anderen Kontexten (Journal, Sammelwerk, eigenständige Monographie etc.) erschienenen Dokumenten (Sekundärpublikationen). Im Gegensatz zum ebenfalls von der SULB betriebenen institutionellen Repository SciDok, das eine Open-Access-Plattform für Wissenschaftlerinnen und Wissenschaftler der Universität des Saarlandes darstellt, war PsyDok ein sogenanntes disziplinäres Repository, also ein Angebot für eine spezifische Fachcommunity, auch über den deutschsprachigen Raum hinaus. Mit PsychArchives stellt das Leibniz-Institut für Psychologie (ZPID) ebenfalls ein Fachrepositorium zur Verfügung, in dem unter anderem Preprints, Forschungsdaten, Präregistrierungen, Tests oder auch Multimedia-Objekte archiviert werden.
PsyDok war stark mit fachwissenschaftlichen Nachweisinstrumenten wie denen des Leibniz-Instituts für Psychologie verzahnt. Dokumente, die auf PsyDok publiziert waren, wurden neben dem Nachweis in diesen Fachinformationsangeboten auch von interdisziplinären Suchmaschen wie Google Scholar und verschiedenen anderen Datenbanken, etwa der Zitationsdatenbank Web Citation Index von Thomson Scientific, indiziert. Dies ist mit der Integration des PsyDok-Bestands in PsychArchives weiterhin gewährleistet.
Die Einrichtung von PsyDok wurde von der Deutschen Forschungsgemeinschaft gefördert und basierte zunächst auf der Repository-Software OPUS, später der Open-Source-Software DSpace.

## Zusammenarbeit mit anderen Repositorien
Um das wissenschaftliche frei zugängliche Literaturangebot möglichst effizient zu vernetzen und zur Akzeptanz von Open Access beizutragen, arbeitete PsyDok mit verschiedenen anderen Repositorien zusammen, beispielsweise dem sozialwissenschaftlichen Repositorium SSOAR. Ferner spiegelte PsyDok die Metadaten psychologischer Dokumente, die auf fachlich gemischten institutionellen Repositorien veröffentlicht sind und zitierfähig bereitgestellt werden.
Neben den wissenschaftlichen Repositories PsyDok und SciDok betreibt die Saarländische Universitäts- und Landesbibliothek einen dritten, entgeltfrei nutzbaren Server mit regionsrelevanten Dokumenten, SaarDok.